# Goalball-Bundesliga 2020
Die Goalball-Bundesliga 2020, die Meisterschaft der höchsten deutschen Spielklasse im Goalball, sollte im Jahr 2020 ausgetragen werden. Dabei sollte auch der deutsche Goalballmeister ermittelt werden.
Aufgrund der COVID-19-Pandemie wurde die Saison komplett abgesagt.